# Ormes (Loiret)
Ormes é uma comuna francesa na região administrativa do Centro-Vale do Loire, no departamento de Loiret. Estende-se por uma área de 18.15 km². Em 2010 a comuna tinha 4 228 habitantes (densidade: 232,9 hab./km²).